# Ванімо
Ванімо (англ. Vanimo) — місто в Папуа Новій Гвінеї, столиця провінції Сандаун. Розташоване на півострові біля кордону з Індонезією.

## Загальні відомості
Ванімо — невелике містечко, економіка якого головно побудована на лісовій промисловості. Лісозаготівлю здійснює компанія Ванімо Форест Продактс.
Ванімо відоме як відмінне місце для серфінгу, сезон якого триває там з середини жовтня до кінця квітня.
Місто також є популярним місцем для іноземних робітників в Папуа Новій Гвінеї та Індонезії, які повинні покинути країну для того, щоб продовжити свої візи. В цьому випадку вони приїжджають у Ванімо на один день для відвідування індонезійського посольства і повертаються до кордону 24 години по тому.

## Клімат
Місто знаходиться у зоні, котра характеризується вологим тропічним кліматом. Найтепліший місяць — листопад із середньою температурою 26.5 °C (79.7 °F). Найхолодніший місяць — липень, із середньою температурою 25.1 °С (77.2 °F).
| Клімат Ванімо           | Клімат Ванімо | Клімат Ванімо | Клімат Ванімо | Клімат Ванімо | Клімат Ванімо | Клімат Ванімо | Клімат Ванімо | Клімат Ванімо | Клімат Ванімо | Клімат Ванімо | Клімат Ванімо | Клімат Ванімо | Клімат Ванімо |
| Показник                | Січ.          | Лют.          | Бер.          | Квіт.         | Трав.         | Черв.         | Лип.          | Серп.         | Вер.          | Жовт.         | Лист.         | Груд.         | Рік           |
| Середній максимум, °C   | 31,4          | 31,2          | 31,3          | 31,4          | 31            | 30,9          | 30,3          | 30,5          | 31            | 31,4          | 31,8          | 31,6          | 31,2          |
| Середня температура, °C | 26,4          | 26,1          | 26,2          | 26,1          | 25,9          | 25,7          | 25,1          | 25,4          | 25,6          | 26,1          | 26,5          | 26,4          | 26            |
| Середній мінімум, °C    | 22,9          | 22,7          | 22,7          | 22,9          | 23            | 22,8          | 22,3          | 22,4          | 22,7          | 22,8          | 22,7          | 22,9          | 22,7          |
| Норма опадів, мм        | 291.7         | 244.6         | 275.2         | 232.1         | 175.9         | 161.7         | 141.4         | 142.3         | 160.5         | 209.2         | 201.6         | 237.1         | 2473.3        |
| Днів з опадами          | 18,1          | 18,1          | 19,9          | 18,6          | 16,1          | 14,8          | 14,6          | 14,2          | 15            | 16,2          | 16,9          | 18            | 200,5         |
| Вологість повітря, %    | 80.1          | 81.1          | 80.7          | 80.6          | 81.4          | 80.3          | 81.6          | 80.7          | 79.3          | 80            | 79.6          | 80.4          | 80.5          |
| ----------------------- | ------------- | ------------- | ------------- | ------------- | ------------- | ------------- | ------------- | ------------- | ------------- | ------------- | ------------- | ------------- | ------------- |
| Джерело: Weatherbase    |               |               |               |               |               |               |               |               |               |               |               |               |               |